# Дора 2003.
Дора 2003 (хрв. Dora 2003) је био једанаести избор Хрватске за Песму Евровизије. Полуфиналне вечери су одржане 7. и 8. марта, а велико финале је одржано 9. марта 2003. Све вечери су одржане у опатијском хотелу Кварнер.
Победник Доре 2003 била је Клаудија Бени.

## Формат
На Дори 2003, која се састојала од три вечери: две полуфиналне и финалне, такмичиле су се 24 песме. Дванаест песама се такмичило у сваком полуфиналу, а шест најбољих је наставило да састави поставу од дванаест песама у финалу. Резултати свих емисија одређени су искључиво јавним телевизијским гласањем, а гласови су подељени у пет телефонских регија у Хрватској, од којих је свака формирала укупни ранг из којег су бодови од 1 (најнижи) до 12 (највиши) додељени такмичарима. Нерешено на свим вечерима је одлучено у корист пријаве која је добила већи број поена.

### Пријаве
Дана 15. децембра 2002. године, ХРТ је отворио рок за пријаву у којем су певачи и композитори могли предати своје пријаве емитеру до крајњег рока 20. јануара 2003. Емитер је примио 270 пријава током периода за подношење. Петнаесточлана стручна комисија је прегледала приспеле радове и одабрала двадесет четири извођача и песме за конкурс.
| Певач              | Песма                          |
| ------------------ | ------------------------------ |
| Алан Хржица        | "Узми сву своју љубав"         |
| Ален Витасовић     | "Лакше је кад се крај не види" |
| Аленка Милано      | "Насмиј ме"                    |
| Андреа Ћубрић      | "Не вјеруј ми"                 |
| Ани Франичевић     | "Све ме подсјећа на тебе"      |
| Антонија Шола      | "Дођи најбрже"                 |
| Клаудија Бени      | "Више нисам твоја"             |
| Емилија Кокић      | "Жена од пепела"               |
| Гина Куљанић       | "Сањам"                        |
| Ђулијано           | "Моја липа"                    |
| Иван Брдар         | "Море љубави"                  |
| Ивана Киндл        | "Ти ми дајеш снагу"            |
| Изабела Мартиновић | "Сретна сам"                   |
| Жак Хоудек         | "На крилима љубави"            |
| Јелена Радан       | "Поведи ме"                    |
| Карма              | "Ноћас те не дам никоме"       |
| Кавасаки 3П        | "Антонија"                     |
| Лука Нижетић       | "Робот"                        |
| Маја Благдан       | "Моје име је љубав"            |
| Маја Шупут         | "Чиста петица"                 |
| Нина Бадрић        | "Чаробно јутро"                |
| Тина и Никша       | "За сва времена"               |
| Вива               | "Питају ме питају"             |
| Звонимир Дивић     | "Само море зна"                |

## Вечери

### Полуфинала
Два полуфинала одржана су 7. и 8. марта 2003. Прво полуфинале су водили Љиљана Винковић и Мирко Фодор, док су друго полуфинале водили Кармела Вуков-Цолић и Давор Мештровић. Шест квалификација за финале из сваког полуфинала одређено је регионалним гласањем путем телефона. Поред извођења такмичарских песама, у првом полуфиналу је у паузи наступала Вана, док је у другом полуфиналу наступао Горан Каран.
| Песма                          | Региони за гласање путем телефона | Региони за гласање путем телефона | Региони за гласање путем телефона | Региони за гласање путем телефона | Региони за гласање путем телефона | Укупан број бодова | Место |
| Песма                          | A                                 | B                                 | C                                 | D                                 | E                                 | Укупан број бодова | Место |
| ------------------------------ | --------------------------------- | --------------------------------- | --------------------------------- | --------------------------------- | --------------------------------- | ------------------ | ----- |
| "Све ме подсјећа на тебе"      | 3                                 | 7                                 | 3                                 | 3                                 | 4                                 | 20                 | 9     |
| "Узми сву своју љубав"         | 8                                 | 2                                 | 5                                 | 7                                 | 7                                 | 29                 | 8     |
| "Сретна сам"                   | 2                                 | 3                                 | 2                                 | 1                                 | 1                                 | 9                  | 12    |
| "Дођи најбрже"                 | 4                                 | 1                                 | 4                                 | 4                                 | 3                                 | 16                 | 10    |
| "Антонија"                     | 7                                 | 5                                 | 7                                 | 8                                 | 11                                | 38                 | 5     |
| "Више нисам твоја"             | 11                                | 10                                | 12                                | 11                                | 9                                 | 53                 | 2     |
| "Насмиј ме"                    | 1                                 | 6                                 | 1                                 | 2                                 | 2                                 | 12                 | 11    |
| "За сва времена"               | 10                                | 9                                 | 8                                 | 9                                 | 8                                 | 44                 | 4     |
| "Поведи ме"                    | 6                                 | 8                                 | 6                                 | 5                                 | 6                                 | 31                 | 7     |
| "Чиста петица"                 | 12                                | 11                                | 9                                 | 12                                | 12                                | 56                 | 1     |
| "Лакше је кад се крај не види" | 5                                 | 4                                 | 11                                | 6                                 | 5                                 | 31                 | 6     |
| "Моје име је љубав"            | 9                                 | 12                                | 10                                | 10                                | 10                                | 51                 | 3     |

| Песма                    | Региони за гласање путем телефона | Региони за гласање путем телефона | Региони за гласање путем телефона | Региони за гласање путем телефона | Региони за гласање путем телефона | Укупан број поена | Место |
| Песма                    | A                                 | B                                 | C                                 | D                                 | E                                 | Укупан број поена | Место |
| ------------------------ | --------------------------------- | --------------------------------- | --------------------------------- | --------------------------------- | --------------------------------- | ----------------- | ----- |
| "Робот"                  | 6                                 | 9                                 | 6                                 | 5                                 | 4                                 | 30                | 6     |
| "Сањам"                  | 8                                 | 8                                 | 11                                | 8                                 | 8                                 | 43                | 4     |
| "Море љубави"            | 1                                 | 1                                 | 3                                 | 1                                 | 1                                 | 7                 | 12    |
| "Не вјеруј ми"           | 3                                 | 2                                 | 2                                 | 2                                 | 3                                 | 12                | 11    |
| "Питају ме питају"       | 5                                 | 7                                 | 5                                 | 7                                 | 5                                 | 29                | 7     |
| "Само море зна"          | 2                                 | 5                                 | 1                                 | 3                                 | 2                                 | 13                | 10    |
| "Ноћас те не дам никоме" | 12                                | 11                                | 12                                | 12                                | 10                                | 57                | 1     |
| "Ти ми дајеш снагу"      | 7                                 | 3                                 | 4                                 | 4                                 | 7                                 | 25                | 9     |
| "На крилима љубави"      | 9                                 | 4                                 | 8                                 | 9                                 | 11                                | 41                | 5     |
| "Жена од пепела"         | 4                                 | 6                                 | 7                                 | 6                                 | 6                                 | 29                | 7     |
| "Чаробно јутро"          | 10                                | 10                                | 10                                | 11                                | 12                                | 53                | 2     |
| "Моја липа"              | 11                                | 12                                | 9                                 | 10                                | 9                                 | 51                | 3     |

### Финале
Финале је одржано 9. марта 2003. године, а домаћини су били Душко Ћурлић и Данијела Трбовић-Влајки. Победничка песма „Више нисам твоја” у извођењу Клаудије Бени одредило је регионално гласање путем телефона. Поред извођења такмичарских дела, група Дивас су наступиле са Габи Новак, Јосипом Лисац, Мери Цетинић и Радојком Шверко у ревијалном делу финала.
| Песма                          | Televoting Regions | Televoting Regions | Televoting Regions | Televoting Regions | Televoting Regions | Укупан број бодова | Место |
| Песма                          | A                  | B                  | C                  | D                  | E                  | Укупан број бодова | Место |
| ------------------------------ | ------------------ | ------------------ | ------------------ | ------------------ | ------------------ | ------------------ | ----- |
| "Робот"                        | 4                  | 8                  | 2                  | 3                  | 3                  | 20                 | 10    |
| "Лакше је кад се крај не види" | 1                  | 1                  | 7                  | 1                  | 1                  | 11                 | 11    |
| "Антонија"                     | 3                  | 4                  | 3                  | 8                  | 10                 | 28                 | 8     |
| "На крилима љубави"            | 8                  | 3                  | 8                  | 7                  | 9                  | 35                 | 5     |
| "Сањам"                        | 6                  | 9                  | 10                 | 6                  | 8                  | 39                 | 4     |
| "За сва времена"               | 7                  | 5                  | 5                  | 4                  | 6                  | 27                 | 9     |
| "Моје име је љубав"            | 2                  | 2                  | 1                  | 2                  | 2                  | 9                  | 12    |
| "Моја липа"                    | 5                  | 10                 | 6                  | 5                  | 4                  | 30                 | 7     |
| "Чаробно јутро"                | 9                  | 11                 | 9                  | 11                 | 11                 | 51                 | 2     |
| "Више нисам твоја"             | 12                 | 12                 | 12                 | 12                 | 12                 | 60                 | 1     |
| "Чиста петица"                 | 10                 | 6                  | 4                  | 9                  | 5                  | 34                 | 6     |
| "Ноћас те не дам никоме"       | 11                 | 7                  | 11                 | 10                 | 7                  | 46                 | 3     |

## Припрема
Енглеска верзија песме „Више нисам твоја“ под називом „I Can't Be Your Lover“ представљена је јавности 16. марта током специјалног програма на ХТВ1 и ХР 2. Језик песме која ће бити изведена на Евровизији је био одређен искључиво јавним гласањем путем телефона, а хрватска верзија је изабрана са 10.926 гласова док је енглеска верзија добила 5.678 гласова. ХРТ је 21. марта објавио да ће "Више нисам твоја" бити изведена на двојезичном миксу хрватског и енглеског језика.